# Фактори вируленције
Фактори вируленције (познати и као фактори патогености или ефектори у науци о биљкама) ћелијске су структуре, молекули и регулаторни системи који омогућавају патогеним микроорганизмима да постигну: колонизацију у домаћину, имуноевазију, избегавање имунолошког одговора домаћина, имуносупресију, инхибицију имунолошког одговора домаћина улазак и излазак из ћелија, добити исхрану од домаћина.
У литератури се као синоним за фактор вируленције, користи термин фактору патогености, иако патогеност описује основни квалитет који изазива болест, док вируленција описује квантитативни обим покретања болести.
Специфични патогени поседују широк спектар фактора вируленције. Неки су хромозомски кодирани и својствени су бактеријама (нпр капсуле и ендотоксин), док се други добијају из мобилних генетских елемената као што су плазмиди и бактериофаги (нпр неки егзотоксини). Фактори вируленције кодирани на мобилним генетским елементима шире се хоризонталним преносом гена и могу претворити безопасне бактерије у опасне патогене. Бактерије попут Escherichia coli,  грам-негативне, факултативно анаеробна, колиформне бактерије О157:Х7 добијају већину своје вируленције од мобилних генетских елемената. Грам-негативне бактерије луче различите факторе вируленције на интерфејсу домаћин-патоген, путем промета мембранских везикула као везикула спољашње мембране бактерија за инвазију, исхрану и другу комуникацију ћелија-ћелија. Утврђено је да су се многи патогени конвергирали на сличне факторе вируленције у борби против одбране домаћина еукариота. Ови добијени фактори бактеријске вируленције имају два различита начина да им помогну да преживе и расту:
Ови фактори се користе да помогну и промовишу колонизацију домаћина и укључују адхезине, инвазине и антифагоцитне факторе, укључујући и токсине, хемолизине и протеазе, које такоже наносе штету домаћину.

## Значај
Концепт фактора вируленције био је моћан покретач истраживања и интелектуалног тока у областима патогенезе  микроба и заразних болести. На практичном нивоу налаз да су ефективни имуни одговори често циљани факторима вируленције пружају путоказ за будући дизајн вакцине. Међутим, постоје значајна ограничења за овај концепт, која су укорењениа у немогућности да се дефинишу вируленција и фактори вируленције у одсуству домаћина и фактори одговора домаћина. У ствари, овај концепт се показаи да најбоље делује код бактеријских патогене, док је мање погодан за вирусе и комензалне микроорганиузме са патогеним потенцијалом.

## Врсте фактора
Атрибути микроба који дају потенцијал за вируленцију сврставају се у неколико категорија, укључујући могућност уласка у домаћина; способност избегавања одбране домаћина; способност раста у окружењу домаћину; способност супротстављања имунолошким одговорима домаћина; способност стицања гвожђе и хранљивих материје из околине и способност да промене животну средине. Међутим, покушавајући да се уклопе фактори вируленције у оквиру уредних категорија њихова улога је безуспешна пошто се неке категорије преклапају а неки атрибути се могу  доделити више од једној група. На пример, ензими који варе оштећење ткива домаћина домаћина, стварају хранљиве материје и могу да подстичу улазак, и механизме који дозвољавају микробу да избегне фагоцитозу омогућити опстанак у домаћину. Када исход ових адаптације изазивају оштећење домаћина, микроб је патоген а његова вируленција је релативна мера штете коју може индуковати. Микробне детерминанте које посредују у оштећењу у контексту микробне патогености и вируленције су фактори вируленције приказани на оовој страници. Колд процена доприноса фактора вируленције вируленцији, важно је размотрити следеће теме: 
- неколико фактора вируленције који функционише као детерминанте на принципу све или ништа
- оштећење домаћина може настати и из директних микробних оштећења, интеракција микробних компоненти са домаћином или имуним одговором на компоненте микроб
- имуни одговори, а посебно специфични одговори антитела, могу неутралисати многе, ако не и већину фактора вируленције.

### Модулини
Велика група микробних једињења може оштетити домаћина изазивањем инфламаторних одговора. Ова једињења често не испуњавају класичне критеријуме за фактор вируленције, јер су неопходне компоненте бактеријске ћелије. Бактеријски липополисахарид је добро познат пример микробног једињења које може изазвати огромно оштећење домаћина интеракцијом са рецепторима и изазове инфламаторне каскаде. 
Производи микробакоји изазивају штетне реакције цитокина, као што је липополисахарид, названи су модулини. Иако многе врсте компоненти које изазивају цитокински одговори као што су токсини и адхезини такође имају друге функције у патогеном процесу, њихова способност да проузрокују штету заједничким путем посредованим од инфламаторне компоненте домаћина довеле су до до сазнања да су то модулини.

### Егзотоксини
Токсини су препознати као фактори вируленције у раном периоду медицинске микробиологије када је неколико токсичних бактерија, укључујући Corynebacterium diphtheria, Vibrio cholera и Clostridium tetani,  које су биле повезане са болестима, као узрочници дифтерије, колере и тетануса. Токсини које производе ове бактерије су егзотоксини, који су неопходни за изазивање болести, али не и за одрживост ћелије. Унесени гени обично кодирају фаге, плазмиде или острва патогености ових токсина а укидање производње токсина је обично праћено укидањем вируленције. Поред тога, токсини Corynebacterium diphtheria и Clostridium tetaniи  могу се  денатурисати да би се произвели токсоиди који изазивају заштитне имуне одговоре који врђем неутралисање  токсина и спречавају болест. Бактеријски токсини доприносе вируленцији ометањем ћелијске хомеостазе, док се бактеријска болест у потпуности приписује деловању токсина на домаћин. 
Генерално, бактеријски токсини посредују оштећења без обзира на имуни одговор јер овипротеини ретко изазивају неутрализирајуће одговоре у контексту природне инфекције, вероватно зато што се производе у премалим количинама да би изазвале имуни одговор. Сходно томе, болести изазване токсинима као што су тетанус и дифтерија не стварају имунитет и оболеле особе могу поново доживети исту болест. Међутим, примена претходно формираног неутрализирајућег антитела или вакцинације са токсоиди могу изазвати одговор антитела који неутралишу токсине и спречавају болест.

### Ензими
Бројни ензими су укључени у вируленцију микроба. Ензими који се сматрају факторима вируленције су генерално активни против компоненти домаћина и доприносе вируленцији тако што оштећују ткива домаћина. Оштећење  ткива чини домаћина осетњивим за микробну инфекцију.
Фактори вируленције ензима који оштећују ткиво укључују протеазе, неуроминидазе и  фосфолипазе. Ове ензими оштећују ћелије и обезбеђују хранљиве материје варењем супстрате на мање компоненте које се могу асимиловати микробима. Међутим, они такође мењају ћелију домаћина рецепторе на начин који може да подржи њихово везивање за уобичајени лиганд, као што је комплемент, и понашање микроба које промовише инвазивност, отпорност на серум и избегавање имунолошких механизама домаћина. Други ензими, нпр.као уреаза, доприносе вируленцији олакшавајући преживљавање унутар фагоцитних ћелија.

### Адхезини
Адхезини су компоненте микроба које им омогућавају да се вежу за ткива домаћина. Пошто је широко прихваћено да је везаност неопходна да би већина микроба инфицирала и расла у домаћину, адхезини се сматрају факторима вируленције.
Адхезини су хемијски различити молекули који укључују протеине, полисахариде и компоненте ћелијског зида бактерија. Тако нпр. Entoamoebae histolytica показује склоност везивања за ћелије дебелог црева посреством Gal/GalNAc лектина. Неки микроорганизми попут Streptococcus pyogenes имају вишеструке адхезина, укључујући липотеихоичне киселине и М протеин. Flagellae су адхезини за неколико бактеријских сојева, укључујући Aeromonas spp. и E. coli. Микробне површине за препознавање компоненте су молекула адхезивне матрице и разноврсна породица протеина који посредују везивање за површине домаћина.

### Покретљивост
Покретљивост је сложена особина која је повезана са вируленцијом и код бактерија и код паразита. Она се манифестује у око 80% познатих бактеријских врста и критична је за адаптацију мобилних микроба у новим срединама. Бактеријске ћелије могу да се крећу дејством специјализованих органела (флагела или бича). За кретање у интрацелуларним просторима, многи микроби искоришћавају актин домаћина да би се покренули. Попут бактерија, неке протозое користе флагеле за кретање, док амебе користе псеудоподије за пузање. Друге протозое, попут Токопласма гондии, поседује специјализовани облик кретања који се назива клизећи мотилитет, који произилази из дејства миозин-актинског мотора повезаног са транслокација површинских адхезина.
Гљиве немају специјализовану покретљивост, али  ови организми су способни да расту хифама, које им омогућавају кретање у телу домаћина. 
Иако се вируси генерално не сматрају способан за самоиницијативно кретање, њихова покретљивост заснована на актину  описан је за вирус вакциније.
Укратко, покретљивост је уобичајена карактеристика код патогених организама која доприноси вируленцији дозвољавајући микробу да мигрира  у повољне нише, када наиђу на ћелије домаћина, продру кроз ћелијске мембране и побегну из интрацелуларног простора у животну средина. Према томе  сваки покретни микроб поседује способност кретања која зависи од више гена који су под сложеном регулаторном контролом и мутацијама које нарушавају покретљивост и често доводи до слабљења вируленције.

### Интрацелуларно преживљавање
Подскуп патогених микроба има капацитет за преживљавање унутар фагоцитних ћелија и механизама који обезбеđuje интрацелуларни опстанак. Неки микроби су постали толико специјализовани да су обавезни интрацелуларни патогени у процесу који је повезан са редукцијом генома, па су потпуна зависност од ћелије домаћина за репликацију. Остали микроби задржавају способност преживљавања и размножавања независни од својих домаћина и они су познати као факултативни интрацелуларни патогени. Сваки интрацелуларни патоген има јединствен приступ за обезбеђивање интрацелуларног опстанак, уз упозорење да све варијације функционишу тако што поткопавају механизме убијања микроба у фагоцитним ћелијама.
Пошто фагоцитне ћелије убијају прогутане микробе кроз добар кореографски механизам који укључује формирање фагозома, сазревање и ацидификацију, има смисла да такозвани интрацелуларни патогени користе само неколико општих стратегије за избегавање интрацелуларног убијања. На пример, Listeria monocytogenes избегава фагозомско убијање производећи токсин познат као листериолизин који јој дозвољава да побегне у цитосол где се реплицира и шири кроз друге ћелије покретљивошћу заснованој на актину.

### Капсуле
Многе патогене бактерије поседују полисахаридне капсуле, које су потребне за вируленцију код сисара домаћина. Инкапсулиране бактерије са полисахаридним капсулама укључују Streptococcus pneumoniae, Neisseria meningiitidis и Haemophilus influenzae.  Међу еукариотима, само Cryptococcus neoformans има полисахаридну капсулу.
Већина капсула функционише у патогенези микроба тако што штити микробе од дејства имунолошких механизама домаћина. Међутим неке капсуларне структуре могу послужити и као адхезини. На пример полисахаридне капсуле су обично слабо имуногене и антифагоцитне и на тај начин штите микробе од фагоцитозе и интрацелуларног убијања. Међутим, постоји све више доказа да растворљиви капсуларни полисахарид ослобођени из инкапсулираних микроба такође могу допринети вируленција кроз имуномодулаторне ефекте. На пример, капсуларни полисахарид Cryptococcus neoformans  може да посредује у бројним нежељеним ефектима на имуне ћелије од изазивања промена и производње цитокина до ометања миграције леукоцита.

### Пигменти
Производња пигмената, а посебно пигмената сличних меланину,  повезанa je са вируленцијом код неколико микроба. Меланин у меланотичним микроорганизми  може обавити заштититу ових организама од разних врста одбране домаћина. Ови механизми укључују токове слободних радикала, дефензинемеханизме и фагоцитозне механизме.
Прототипски микрорганиза Cryptococcus neoformans код кога је проучааван допринос меланина у вируленцији, утврђено је да је меланизација катализована лаказом. Мутанти са недостатком лаказе су мање вирулентни и мање експонирани поремећаима дисеминација од примарне плућне инфекције.
Ометањем меланизација ин виво може се продужити преживљавање јер се показало да су антитела на меланин заштитни механизам код животињских модела инфекције.
Остали пигменти повезани са вируленцијом јавља се у различити микробима  и могу бити пиоцијанин у P. aeruginosa и маларијски пигмент у Plasmodium falciparum.

### Друге детерминанте вируленције
Посебно треба поменути феномене повезана са вируленцијом која чине главна поља проучавају одређене области. Код гљива прелаз квасца у хифе (дугачка, кончаста структура гљива, оомицета или актинобактерија) повезан је са вируленцијом код неколико патогених организама.
Бактерије ометају лучење цитокина и инфламаторне каскаде кроз бројне механизме који се крећу од адхезије до директног  ћелијске повреде посредоване системима секреције.
Бактерије захтевају  јоне мангана и цинка као транспортера  који су повезани са вируленцијом.
Способност антигенске варијација широко је распрострањена међу патогеним микроби и може представљати основни механизам за избегавање имунолошких одговора. Бројни механизми за антигене варијације налазе се код бактерија, гљивичних, протозоалних и вирусних патогене.
Разматра се  и термотолеранција температуре сисара као битне карактеристике за вируленцију патогена код сисара.